# Vela ai Giochi della XV Olimpiade
Le competizioni di vela ai Giochi della XV Olimpiade si sono svolte nei giorni dal 20 al 28 luglio 1952 a Liuskasaari, presso Helsinki.
Rispetto all'edizione precedente di Londra 1948, la classe Swallow è stata sostituita dalla classe 5,5 metri, e per la classe Olympic Monotype la Firefly è stato sostituito dalla classe Finn.

## Podi
| Evento               | Oro                                                                                           | Argento                                                                    | Bronzo                                                                         |
| Finn (dettagli)      | Paul Elvstrøm                                                                                 | Charles Currey                                                             | Rickard Sarby                                                                  |
| Star (dettagli)      | Italia Agostino Straulino Nicolò Rode                                                         | Stati Uniti John Wesley Price John Sidney Reid                             | Portogallo Francisco de Andrade Joaquim Fiúza                                  |
| Dragone (dettagli)   | Norvegia Håkon Barfod Sigve Lie Thor Thorvaldsen                                              | Svezia Erland Almkvist Per Gedda Sidney Boldt-Christmas                    | Germania Erich Natusch Georg Nowka Theodor Thomsen                             |
| 5,5 metri (dettagli) | Stati Uniti Britton Chance Edgar White Michael Schoettle Sumner White                         | Norvegia Vibeke Lunde Børre Falkum-Hansen Peder Lunde Sr.                  | Svezia Carl-Erik Ohlson Folke Wassén Magnus Wassén                             |
| 6 metri (dettagli)   | Stati Uniti Emelyn Whiton Eric Ridder Everard Endt Herman Whiton John Morgan Julian Roosevelt | Norvegia Carl Mortensen Erik Heiberg Finn Ferner Johan Ferner Tor Arneberg | Finlandia Adolf Konto Ernst Westerlund Paul Sjöberg Ragnar Jansson Rolf Turkka |

## Medagliere
| Posizione | Paese         |   |   |   | Totale |
| --------- | ------------- | - | - | - | ------ |
| 1         | Stati Uniti   | 2 | 1 | 0 | 3      |
| 2         | Norvegia      | 1 | 2 | 0 | 3      |
| 3         | Italia        | 1 | 0 | 0 | 1      |
| 3         | Danimarca     | 1 | 0 | 0 | 1      |
| 5         | Svezia        | 0 | 1 | 2 | 3      |
| 6         | Gran Bretagna | 0 | 1 | 0 | 1      |
| 7         | Finlandia     | 0 | 0 | 1 | 1      |
| 7         | Germania      | 0 | 0 | 1 | 1      |
| 7         | Portogallo    | 0 | 0 | 1 | 1      |
| Totale    | Totale        | 5 | 5 | 5 | 15     |